# Dominic Seiterle
Dominic Sieterle (Montréal, 4 settembre 1975) è un canottiere canadese, vincitore della medaglia d'oro nell'8 con a Pechino 2008.

## Palmarès
- Olimpiadi

Pechino 2008: oro nell'8 con.
- Campionati del mondo di canottaggio

2007 - Monaco di Baviera: oro nell'8 con.